# Rilonacept
Il rilonacept è un farmaco utilizzato come inibitore dell'interleuchina 1. Commercializzato dalla Regeneron Pharmaceuticals sotto il nome di Arcalyst, è una proteina dimerica che presenta il ligando specifico per il recettore 1 dell'interleuchina 1 (IL-1R1, un recettore intracellulare) e per il recettore accessorio dell'interleuchina 1 (IL-1RAcP). Legato al frammento Fc di una IgG1, il rilonacept blocca l'interleuchina 1.
Uno degli usi terapeutici principali del rilonacept riguarda le sindromi periodiche associate alla criopirina, in particolare la sindrome di Muckle-Wells; il farmaco si è dimostrato efficace anche in pazienti affetti da gotta refrattaria ad altre terapie e da pericardite recidivante.
Ritenendo che gli effetti collaterali del rilonacept superino i benefici terapeutici della somministrazione del rilonacept, la Food and Drug Administration ha rifiutato l'autorizzazione di utilizzo del farmaco negli Stati Uniti nei soggetti con gotta; tali effetti collaterali consistono principalmente in infezioni locali e irritazione nella sede dell'iniezione.